# Австрійський державний договір

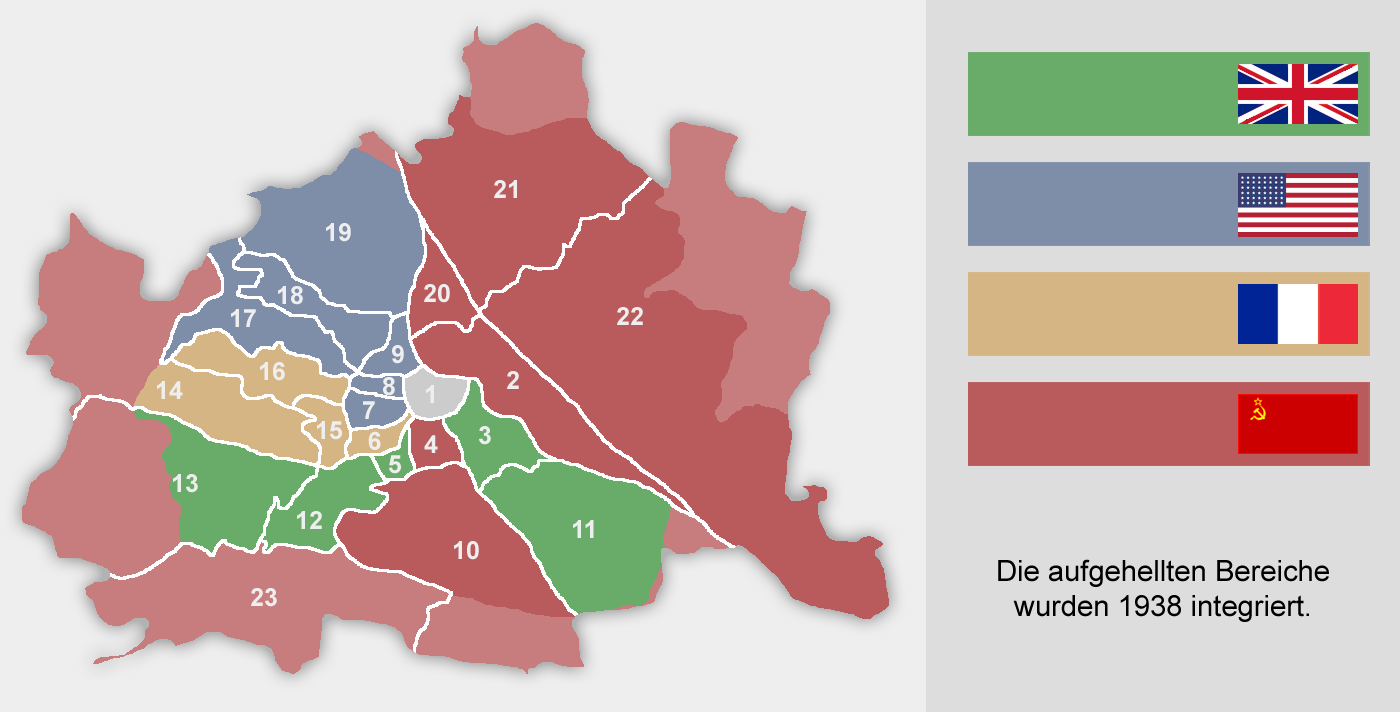
Окупаційні сектори Відня, 1945—1955

Австрійський державний договір (нім. Österreichischer Staatsvertrag), повна назва Державний договір щодо відновлення незалежної та демократичної Австрії, підписаний у Відні 15 травня 1955 року (нім. Staatsvertrag betreffend die Wiederherstellung eines unabhängigen und demokratischen Österreich, gegeben zu Wien am 15. Mai 1955) відновив незалежність Австрії після Другої світової війни. Договір було підписано 15 травня 1955 року у Відні у палаці Бельведер між союзними окупаційними силами (Франція, Велика Британія, Сполучені Штати та СРСР) і австрійським урядом. Офіційно набрав чинності 15 травня 1955 року.

## Загальні положення та структура
Договір відновлював вільну, суверенну й демократичну Австрію. Основою договору послужила Московська декларація від 30 жовтня 1943 року.
Договір підписали від союзників: міністри закордонних справ: В'ячеслав Молотов (СРСР), Джон Фостер Даллес (США), Гарольд Макміллан (Велика Британія), Антуан Піне (Франція) й від Австрії міністр закордонних справ Австрії Леопольд Фігль, а також чотири верховних комісари окупаційних сил: Іван Іллічов (СРСР), Джеффрі Арнольд Уоллінгер (Велика Британія), Ллевеллін Томпсон (США), Роже Лалуєтт (Франція).
Договір складався із дев'яти частин:
- Преамбула
- Політичні й територіальні умови
- Умови про збройні сили й повітряний простір
- Репарації
- Власність, законодавство й інтереси
- Економічні відносини
- Правила перемовин
- Економічні умови
- Заключні умови

## Інші положення Договору
Разом із загальними положеннями про визнання Австрійської держави Договором було врегульовано права меншин — Словенців та хорватів. Аншлюс (політичний союз) з новою Німеччиною, як це було 1938 року, був заборонений. Нацистські й фашистські організації також було заборонено.
Окрім того Австрія оголосила про постійний нейтралітет після підписання Договору. СРСР висловив сподівання, що це оголошення нейтралітету є гарантією неприєднання Австрії до НАТО після виводу радянських військ. В оригінальному тексті Договору не заявлялось про нейтралітет Австрії, але пізніше австрійський парламент ухвалив рішення про включення цього положення до Договорогу.

## Результат
В результаті досягнутих угод союзники залишили австрійську територію 25 жовтня 1955 року. 26 жовтня святкувалось як національне свято (називалось Днем Прапора до 1965 року). Помилково вважається, що свято започатковано на відзнаку виведення збройних сил союзників, але насправді святкується Декларація про нейтралітет Австрії, яку було прийнято 26 жовтня 1955 року.

## Хід перемовин
Перші спроби домовитись було вжито першим повоєнним урядом. Однак вони виявились невдалими, оскільки союзники хотіли бачити спочатку мирну угоду з Німеччиною. Ймовірність підписання Договору ще знизилась із розвитком холодної війни. Тим не менше Австрія успішно утримувала у своєму складі частину Каринтії незважаючи на вимоги відродженої комуністичної Югославії, при цьому навіть не звернувши уваги на можливе возз'єднання з Больцано (Альто-Адідже/Південний Тіроль), анексований Італією у Австро-Угорщини 1919 року. Умови для переговорів покращились по смерті Сталіна 1953 року, й переломний момент нарешті настав у перемовинах з радянським міністром закордонних справ Молотовим в лютому 1955 року.